# KBS교향악단
KBS교향악단(KBS交響樂團, KBS Symphony Orchestra)은 한국방송공사 산하의 교향악단이다. 대한민국의 대표적인 관현악단으로, 1956년에 창단하였다.

## 역사
1956년 12월에 한국방송공사 산하의 악단으로 창단되었으며, 초대 상임 지휘자는 임원식이었다. 1969년에 운영권이 국립극장으로 이관되고 단원이 충원되어 3관 편성의 국영 악단이 되었으며, 이름도 'KBS 교향악단'에서 '국립 교향악단'으로 바뀌었다. 1971-72년 사이에는 KBS 측과 국립극장 측으로 운영권이 계속 뒤바뀌기도 했으나, 명칭은 그대로 존속되었다.
1981년 제5공화국 출범 이후 KBS가 운영권을 재인수했으며, 옛 명칭으로 고쳐져 현재도 명칭이 쓰이고 있다. 동시에 총감독과 수석 객원 지휘자, 전임 지휘자 직책을 신설했고, 총감독은 이강숙(1981-1983), 김만복(1983-1991), 김동성(1991-1993)이, 전임 지휘자는 금난새(1981-1992)가 맡았다. 수석 객원 지휘자로는 발터 길레센(1982-1984), 모셰 아츠몬(1990-1992), 박탕 조르다니아(1990-1996), 박은성(2000-2002), 곽승(2004-2006)이 활동했다. 초대 상임 지휘자였던 임원식은 1998년에 명예 지휘자 직책을 수여받았다.
임원식 이후로 홍연택(1971-1981), 원경수(1986-1988), 오트마 마가(1992-1996), 정명훈(1999), 드미트리 키타옌코(1999-2004), 함신익(2010-2012), 요엘 레비(2014-2019)가 상임 지휘자로 활동하였으며 현재 피에타리 잉키넨이 상임 지휘자로 활동하고 있다. 2017년 10월에는 KBS교향악단 창단 이래 처음으로 부지휘자를 임용하였으며, 윤현진 부지휘자가 선임되었다. 이외에도 정치용, 김홍재 등의 한국인 혹은 한국계 지휘자들과 클라우스 페터-플로어, 위베르 수당, 키스 베이클스, 제임스 저드, 알도 체카토, 이노우에 미치요시 등의 외국 지휘자들이 객원으로 KBS교향악단을 지휘하였다. 주요 공연장은 예술의전당 콘서트홀과 롯데콘서트홀이다.
국립교향악단이었던 1979년에 미국에서 순회 공연을 가졌으며, 이후 1984년 동남아시아, 1985년과 1991년 일본에서 순회 공연을 가졌다. 1995년 10월에는 뉴욕의 국제 연합 본부에서 국제 연합 창설 50주년 기념 공연을 개최했으며, 2000년과 2002년에는 분단 이후 최초로 북한의 조선국립교향악단과 합동연주회를 서울과 평양에서 각각 개최했다. 2002년에는 월드컵 공동 개최와 한중 수교 10주년 기념으로 일본의 NHK 교향악단, 중국의 중국 국립 교향악단과 교환 공연을 개최하기도 했다.
2012년 9월 전문예술경영체제를 갖춘 재단법인으로 새롭게 출범하였다. 2016년에는 브루크너 페스티벌 개막 연주에 초청되었으며 2017년 9월에는 제1회 여수음악제를 여수상공회의소와 공동주최하였다.

## 기능 및 역할
연주회는 1956년에 개최된 제1회 정기연주회 이후, KBS교향악단은 연주 횟수나 관객동원에 있어서 발전을 거듭하여 왔다. 제1기 때는 정기연주회 5∼6회를 포함하여 연간 연주 횟수가 20∼30여 회에 불과하였으나 국립교향악단으로 활동한 제2기 때는 정기연주회 12∼14회, 특별연주회로 개최한 협주곡의 밤, 오페라 반주 등을 포함하여 연간 50여 회의 공연을 하는 등 한국음악의 모체로서 역할을 해 나갔다. KBS로 운영이 이관되어 KBS교향악단으로 새롭게 출발한 제3기부터는 비교적 풍족한 예산지원을 바탕으로 연주회를 대폭 확충하여 정기연주회, 방송연주회, 지방순회연주, 실내악연주 등 연간 90여 회의 연주회를 개최하였다. 전문예술경영체제를 갖춘 재단법인으로 새롭게 출범한 제4기부터는 정기연주회, 기획연주회, 특별연주회, 방송연주회, 지방순회연주회 등 해외 순회연주회까지 연간 100여회의 공연을 하고 있다.
1958년 2월 첫 해외공연으로 동남아 순회공연을 한 이래, 미국 22개 도시 및 일본 도쿄 연주(1979년), 동남아순회연주(1984년), 일본 주요 도시 순회연주(1985년, 1992년, 1994년), 그리고 1995년 10월에는 정명훈의 지휘로 UN창립 50주년 기념공연을 뉴욕의 UN총회장에서 하였고, 1998년에는 홍콩에서 개최된 북한기아돕기 자선음악회에 참가 연주하였다.
1999년 4월에는 한국을 방문한 영국 엘리자베스 여왕을 위한 한·영친선음악회를 개최하여 양국간 문화예술 교류의 새로운 장을 열었고, 2000년과 2001년에는 남북교향악단 합동연주회를 서울과 평양에서 개최하여 남북 민간인간 문화교류의 선도적 역할을 하였다.
2002년에는 일본 NHK 교향악단과 상호 교환연주회를 가졌고, 한·중수교 10주년을 기념하여 중국 교향악단과 상호 교환연주회를 서울과 베이징, 상하이에서 개최하였다. 2005년에는 윤이상 선생 서거 10주년 특별연주회를 열었고, 2006년에는 안익태 선생 탄생 100주년 기념음악회를 개최한 바 있다. 2007년에는 신년음악회를 서울과 전주, 대전에서 개최하였으며, 2008년 8월에는 대한민국 건국 60주년 기념 특별연주회를 파주 임진각에서 개최하였다. 2012년 재단법인으로 출범 후, 2013년 7월 중국국가교향악단 특별합동연주회, 2014년 10월 러시아 사할린에서 열린 한-러 우호 축제, 2016년 브루크너 페스티벌 개막연주 등에 참여하며 문화사절단으로서의 역할을 꾸준히 수행하고 있다. 2017년 9월에는 클래식 저변 확대를 위하여 제1회 여수음악제를 여수상공회의소와 공동주최하여 성공적으로 이끌어 클래식 페스티벌의 새로운 지평을 열었으며, 미국 트럼프 대통령 방한 기념 국빈만찬 특별 공연에 초청되어 큰 호응을 얻었다.

## 지휘자진
수석지휘자
- 임원식(1956-1971)
- 홍연택(1971-1981)
- 원경수(1986-1988)
- 오트마 마가 (1992-1996)
- 정명훈 (1999)
- 드미트리 키타옌코(1999-2004)
- 함신익 (2010-2012)
- 요엘 레비 (2014-2019)
- 피에타리 잉키넨 (2022-)

수석 객원 지휘자
- 발터 기레센(1982-1984)
- 모세아쯔몬 (1990-1992)
- 바후탄구 죠루다니아(1990-1996)
- 박은성(2000-2002)
- 곽승(2004-2006)

상임 지휘자
- 금난새(1981-1992)

명예지휘자
- 임원식(1998-2002)

부지휘자
- 윤현진(2017-2019)

## 공연
| 공연일    | 공연명             | 지휘              | 협연                      | 프로그램 | 장소                 |
| --------- | ------------------ | ----------------- | ------------------------- | --- | -------------------- |
| 2023-5-25 | 제790회 정기연주회 | 피에타리 잉키넨   | (피아노) 안나 비니츠카야  | - 라흐마니노프 \| 파가니니 주제에 의한 광시곡, 작품43 - 라흐마니노프 \| 교향곡 제2번 e단조, 작품27                                                        | 롯데콘서트홀         |
| 2023-6-24 | 제791회 정기연주회 | 요엘 레비         | (바이올린) 기돈 크레머    | - 바그너 │ 탄호이저 서곡, WWV 70 (드레스덴 버전) - 슈만 │ 첼로 협주곡 a단조, Op.129 (바이올린과 관현악을 위한 버전_슈만 편곡) - 스트라빈스키 │ 불새(전곡) | 롯데콘서트홀         |
| 2023-7-14 | 제792회 정기연주회 | 크리스티안 라이프 | (피아노) 알리스 사라 오트 | - 베토벤│레오노레 서곡 제3번 C장조, 작품72b - 베토벤│피아노 협주곡 제3번 c단조, 작품37 - 슈트라우스│차라투스트라는 이렇게 말했다, 작품30                  | 롯데콘서트홀         |
| 2023-9-1  | 제793회 정기연주회 | 정명훈            | (첼로) 한재민             | - 하이든│첼로 협주곡 제1번 C장조, Hob.VIIb:1 - 브루크너│교향곡 제7번 E장조, WAB 107                                                                       | 예술의 전당 콘서트홀 |
| 2023-9-19 | 제794회 정기연주회 | 성시연            | (피아노) 파질 세이        | - 하이든│첼로 협주곡 제1번 C장조, Hob.VIIb:1 - 브루크너│교향곡 제7번 E장조, WAB 107                                                                       | 예술의 전당 콘서트홀 |

## 같이 보기
- 한국방송공사(KBS)